# Espostoa lanata
Espostoa lanata là một loài thực vật có hoa trong họ Cactaceae. Loài này được (Kunth) Britton & Rose mô tả khoa học đầu tiên năm 1920.

## Hình ảnh

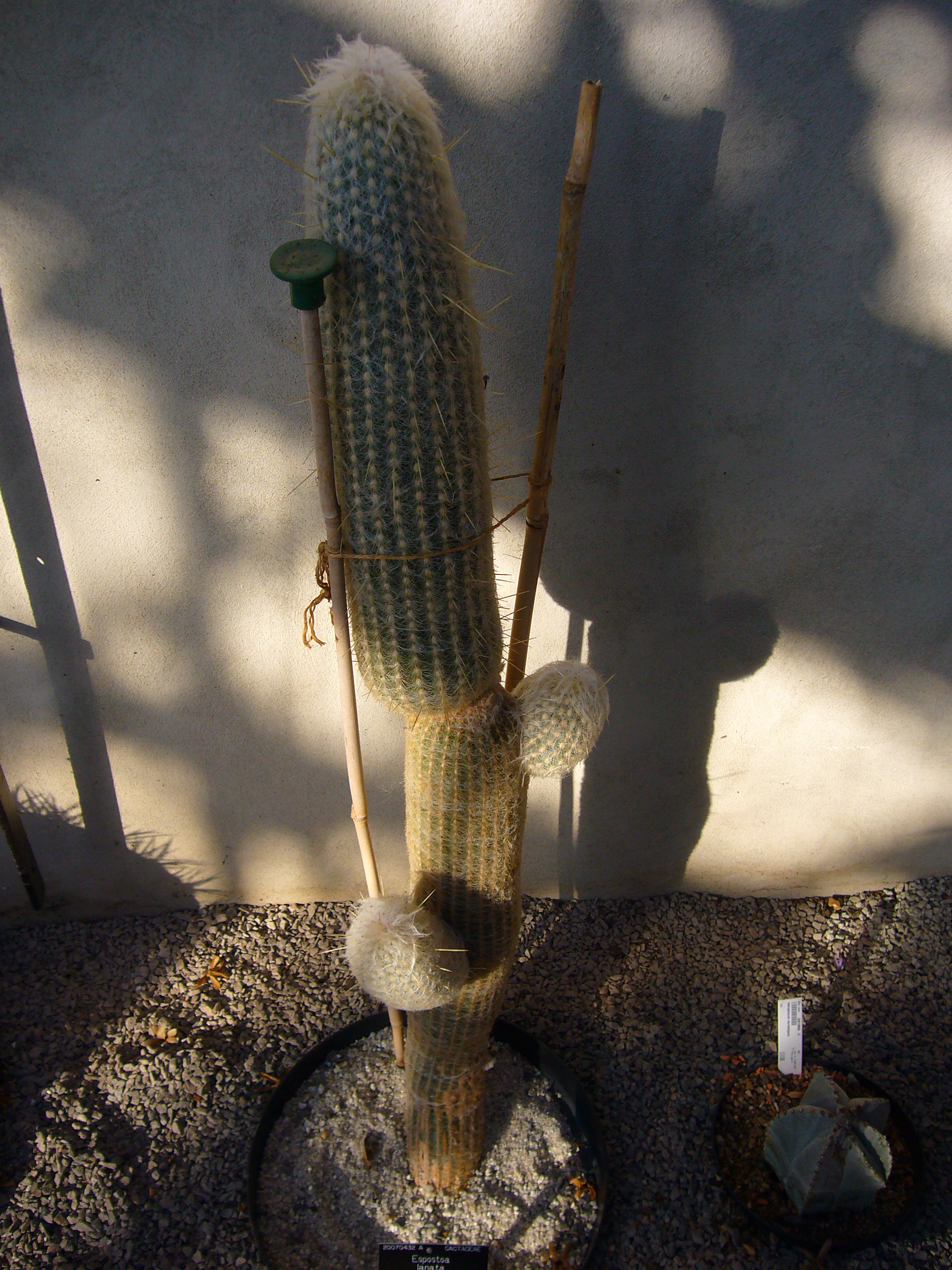
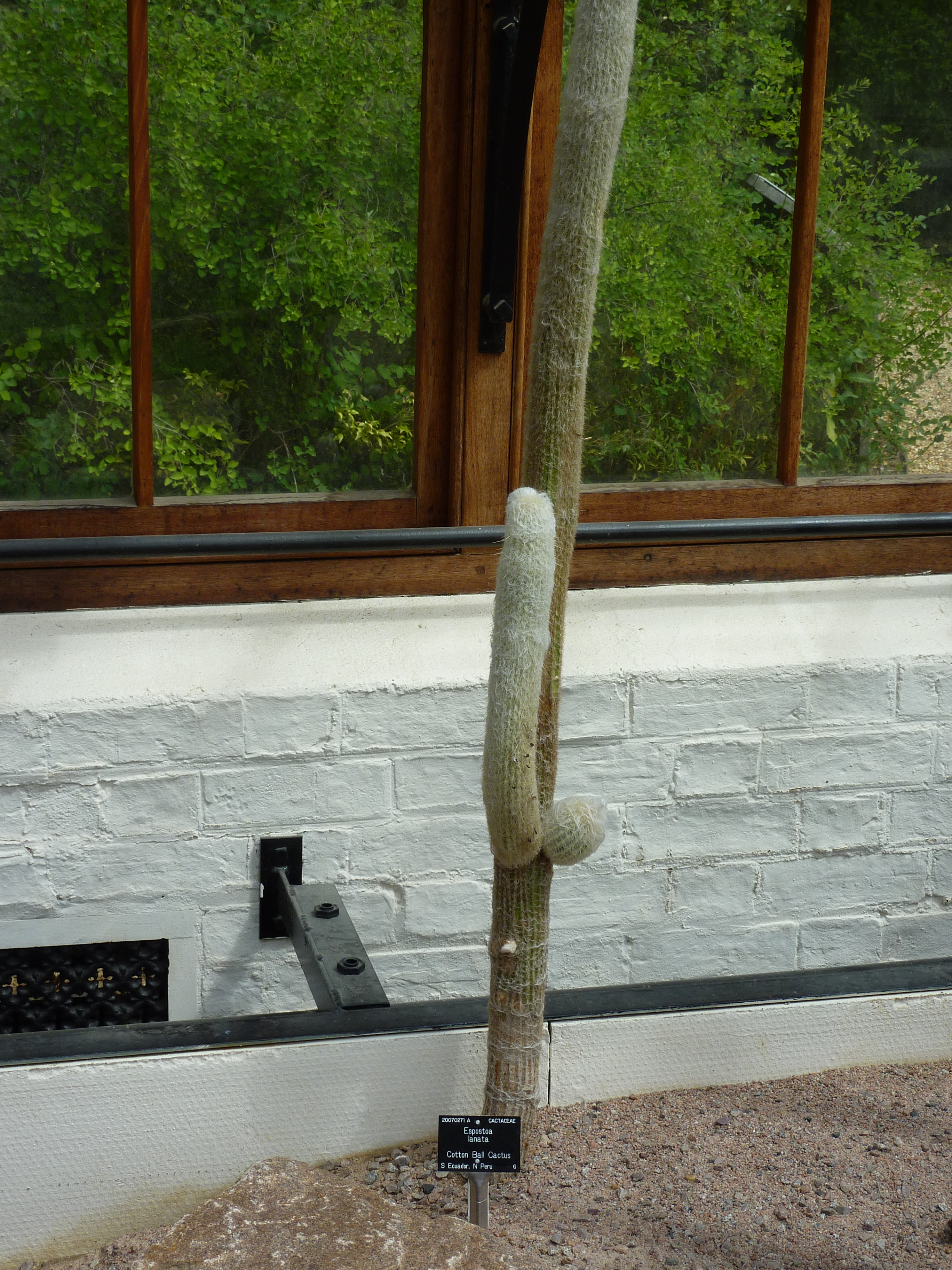
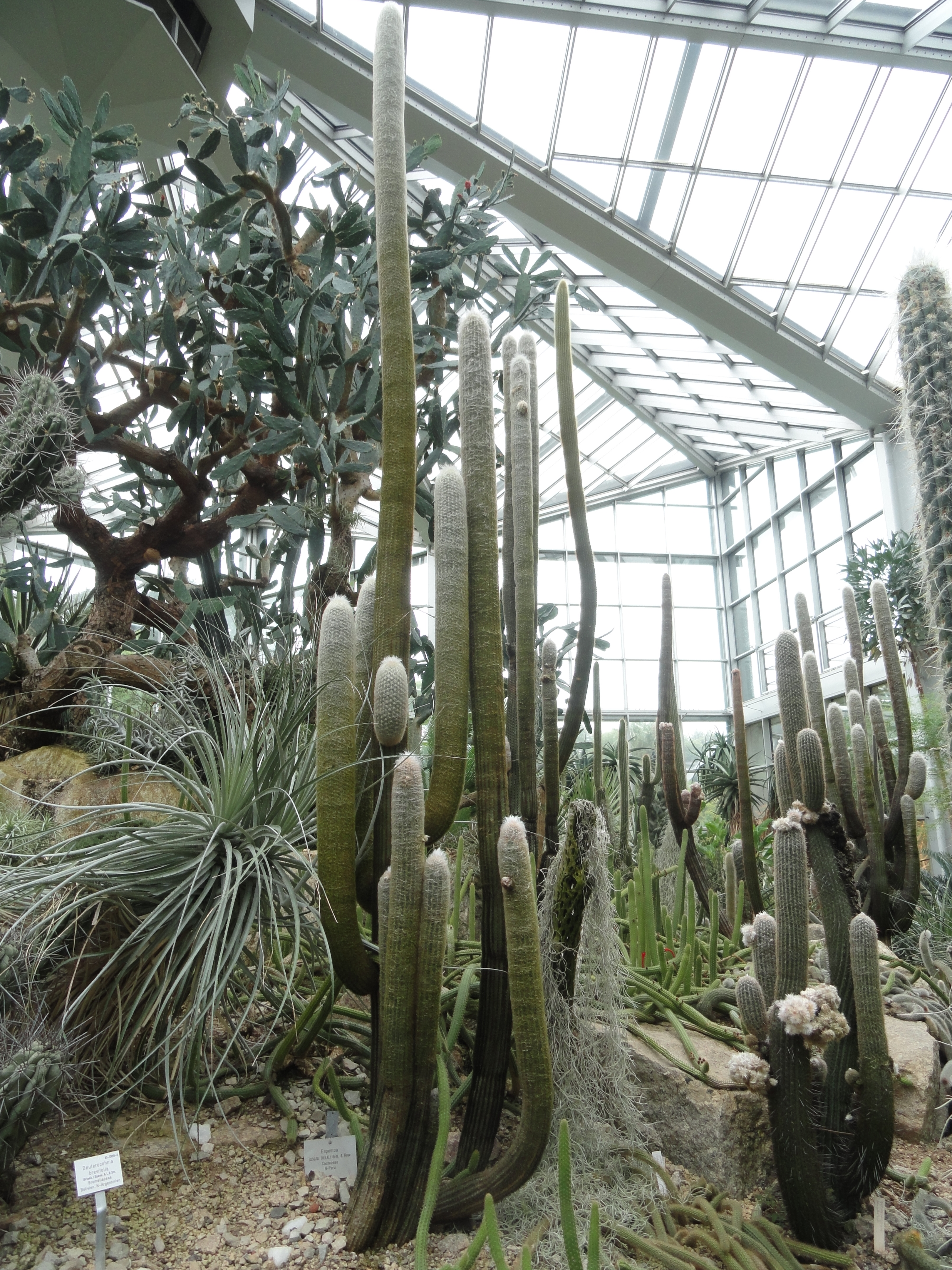
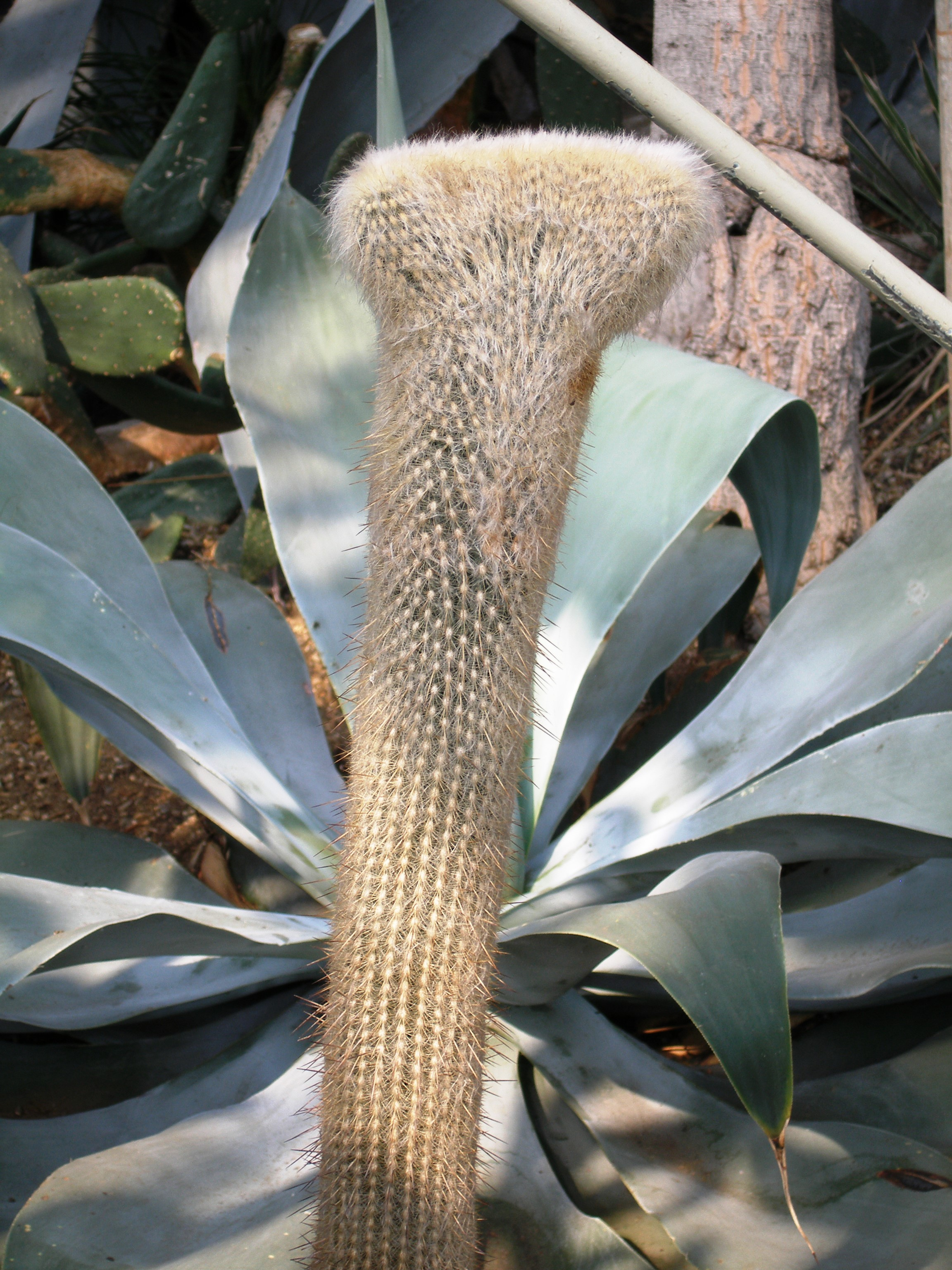